# Kleine Kryptogamenflora
Die Kleine Kryptogamenflora ist ein bedeutendes naturwissenschaftliches Werk über die Kryptogamen Europas. Begründer der Reihe ist der Botaniker Helmut Gams. Weitere Autoren sind unter anderem Meinhard Moser und Walter Jülich.

## Publikationshistorie
Helmut Gams begründete die Reihe im Jahr 1940 mit der Veröffentlichung des ersten Bandes über die Moos- und Farnpflanzen. Nach zwei weiteren Auflagen dieses Bandes in den Jahren 1948 und 1950 folgte 1953 von Meinhard Moser der zweite Teil, der die Blätter- und Bauchpilze behandelt. Zwei Jahre später, 1955, folgte die zweite Auflage, in der die Dickröhrlingsverwandte (Röhrlinge) mit aufgenommen wurden. Im Jahr 1957 erfolgte mit einer Neuauflage die Eingliederung der Moos- und Farnpflanzen als vierter Band in die Reihe. 1963 kam mit den Ascomyceten (Schlauchpilze) ein weiterer Band zum Teil der Pilze hinzu.
Im Jahr 1967 wurde der dritte Teil, in dem die Flechten beschrieben sind, von Helmut Gams ergänzt. Im selben Jahr erschien die dritte Auflage über Röhrlinge und Blätterpilze; die Bauchpilze wurden ausgegliedert. 1969 veröffentlichte Helmut Gams Teil a der Makroskopischen Algen (Süßwasser- und Luftalgen), dem 1974 Teil b (Meeresalgen), ebenfalls von Gams, folgte. Im Jahr 1984 wurde von Walter Jülich der Band zu den Nichtblätterpilzen, Gallertpilzen und Bauchpilzen veröffentlicht.
Derzeit umfasst die Reihe sieben Bände zu vier taxonomischen Gruppen: Algen (2 Bände), Pilze (3 Bände), Flechten (1 Band) sowie Moose und Farnpflanzen (Archegoniaten; 1 Band). Die Bände wurden vom Gustav Fischer Verlag gedruckt. Dabei wurde von 1940 bis 1953 ausschließlich in Jena und ab 1955 vorwiegend in Stuttgart sowie teilweise in Jena verlegt, darunter alle Bände zu neu hinzugekommenen Gruppen.
Im Jahr 2005 veröffentlichte Egon Horak basierend auf der 5. Auflage der Röhrlinge und Blätterpilze von Meinhard Moser bei Elsevier einen Bestimmungsschlüssel für Röhrlinge und Blätterpilze in Europa.

## Bände
Die Reihe umfasst derzeit die folgenden Bände:
- Band 1. Makroskopische Algen
  - Teil a. Makroskopische Süßwasser- und Luftalgen. Fischer, Jena und Stuttgart 1969 (Helmut Gams)
  - Teil b. Makroskopische Meeresalgen. Fischer, Jena und Stuttgart 1974. (Helmut Gams)
- Band 2. Pilze
  - Teil A. Ascomyceten. Schlauchpilze. Fischer, Jena und Stuttgart 1963. (Meinhard Moser)
  - Teil B. Basidiomyceten
    - Teil 1. Die Nichtblätterpilze, Gallertpilze und Bauchpilze. Aphyllophorales, Heterobasidiomycetes, Gastromycetes. Fischer, Jena und Stuttgart 1984. (Walter Jülich) ISBN = 3930167573
    - Teil 2. Die Röhrlinge und Blätterpilze. (Polyporales, Boletales, Agaricales, Russulales). 5. Auflage. Fischer, Jena und Stuttgart 1983. (Meinhard Moser)
- Band 3. Flechten. (Lichenes). Fischer, Jena und Stuttgart 1967. (Helmut Gams)
- Band 4. Die Moos- und Farnpflanzen Europas. 6. Auflage. Fischer, Stuttgart 1995. (Wolfgang Frey, alle vorherigen Auflagen von Helmut Gams)